# Hammels (Queens)
Hammels  est un quartier de la municipalité de New York situé dans l’arrondissement de Queens.
En 2021, Hammels a une population de 7 701 habitants.

## Situation
Accessible depuis Howard Beach à travers la baie de Jamaica par le Cross Bay Bridge et par la ligne de métro aérien IND Rockaway Line, ce quartier s'étend entre Arverne à l'est et Seaside à l'ouest, le long du Beach Channel Drive, sur la péninsule de Rockaway, au sud-ouest de Long Island.

## Toponymie
Il tient son nom d'un ancien propriétaire, Louis Hammel (1836-1904), qui y dirige un hôtel à la fin du XIXe siècle. Il fournit un terrain près de l’hôtel à la compagnie New York, Woodhaven & Rockaway Railroad pour construire une gare. La gare s'appelle « Hammels » et la communauté qui se développe à son voisinage conserve ce nom.

## Développement
Favorisée par la présence du train, la fréquentation estivale du quartier se développe au début du XXe siècle. Les habitants de Manhattan et de Brooklyn y viennent volontiers profiter des plages pour la journée ou pour un séjour de vacances. Peu de gens résident alors sur place et la population est faible en hiver. De plus, la popularité de Hammels baisse dans les années 1930 car le développement de la voiture facilite l'accès à des plages plus éloignées non desservies par le train.
Des programmes de construction tels que les Hammel Houses sont planifiés par la New York City Housing Authority dans les années 1950 et 1960.
Une synagogue de style néoclassique, reconstruite en 1921 en remplacement d'un bâtiment plus ancien détruit par un incendie et restée en service jusqu'en 2001, est inscrite au registre national des lieux historiques en 2014. Le bâtiment est actuellement un lieu de culte pentecôtiste[réf. souhaitée].

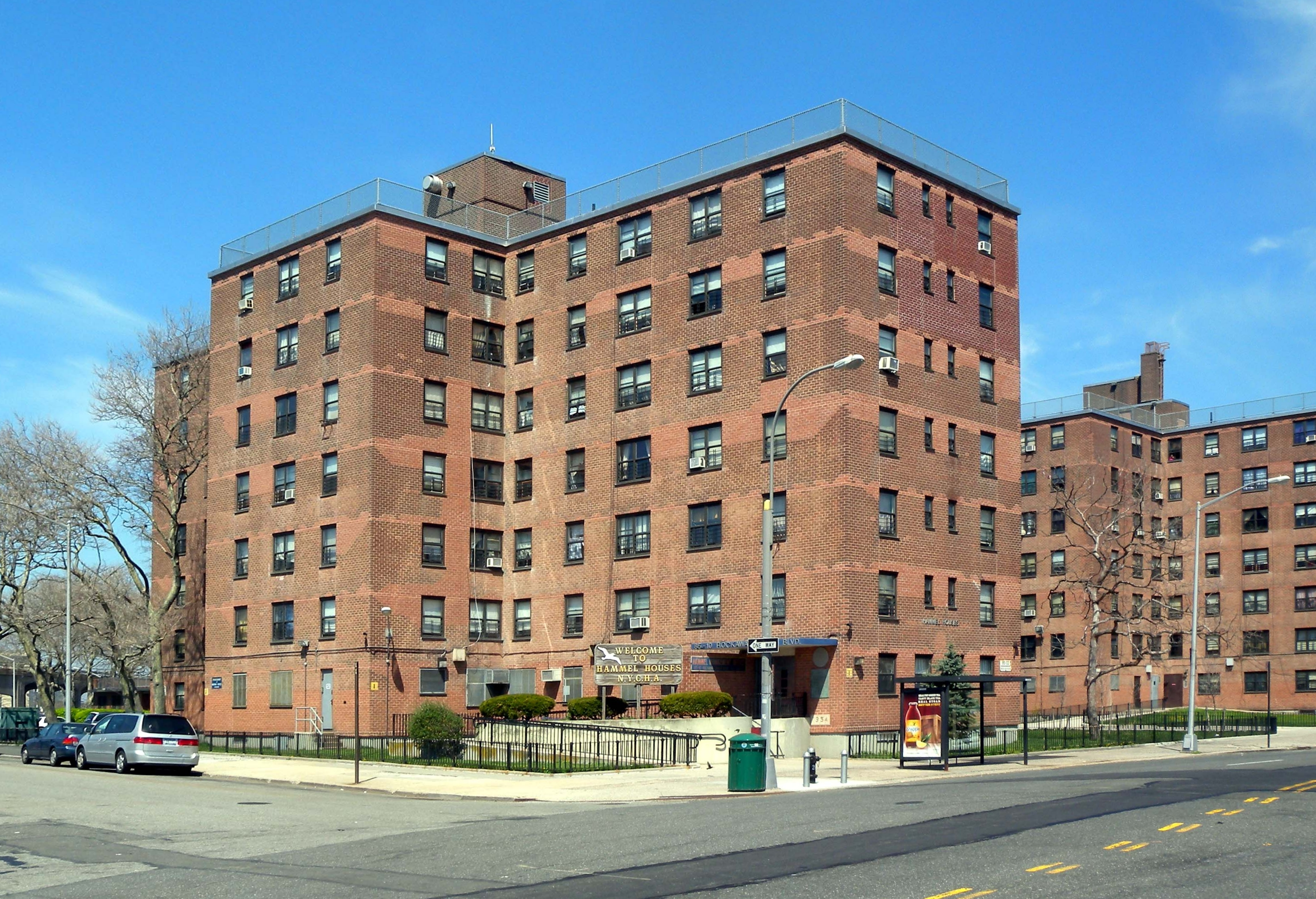
Hammel Houses.
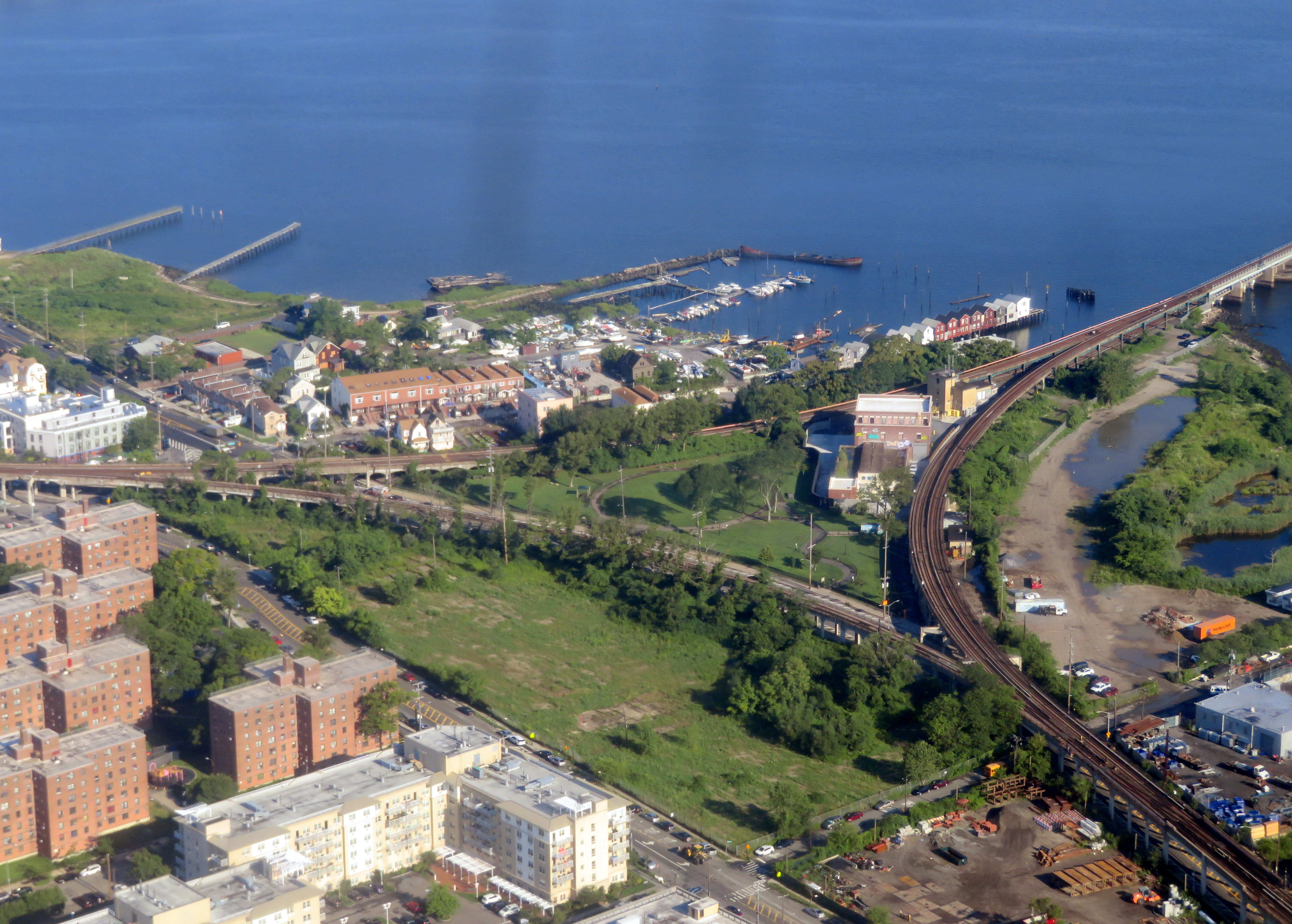
Vue aérienne de la bifurcation ferroviaire de Hammels en 2019.
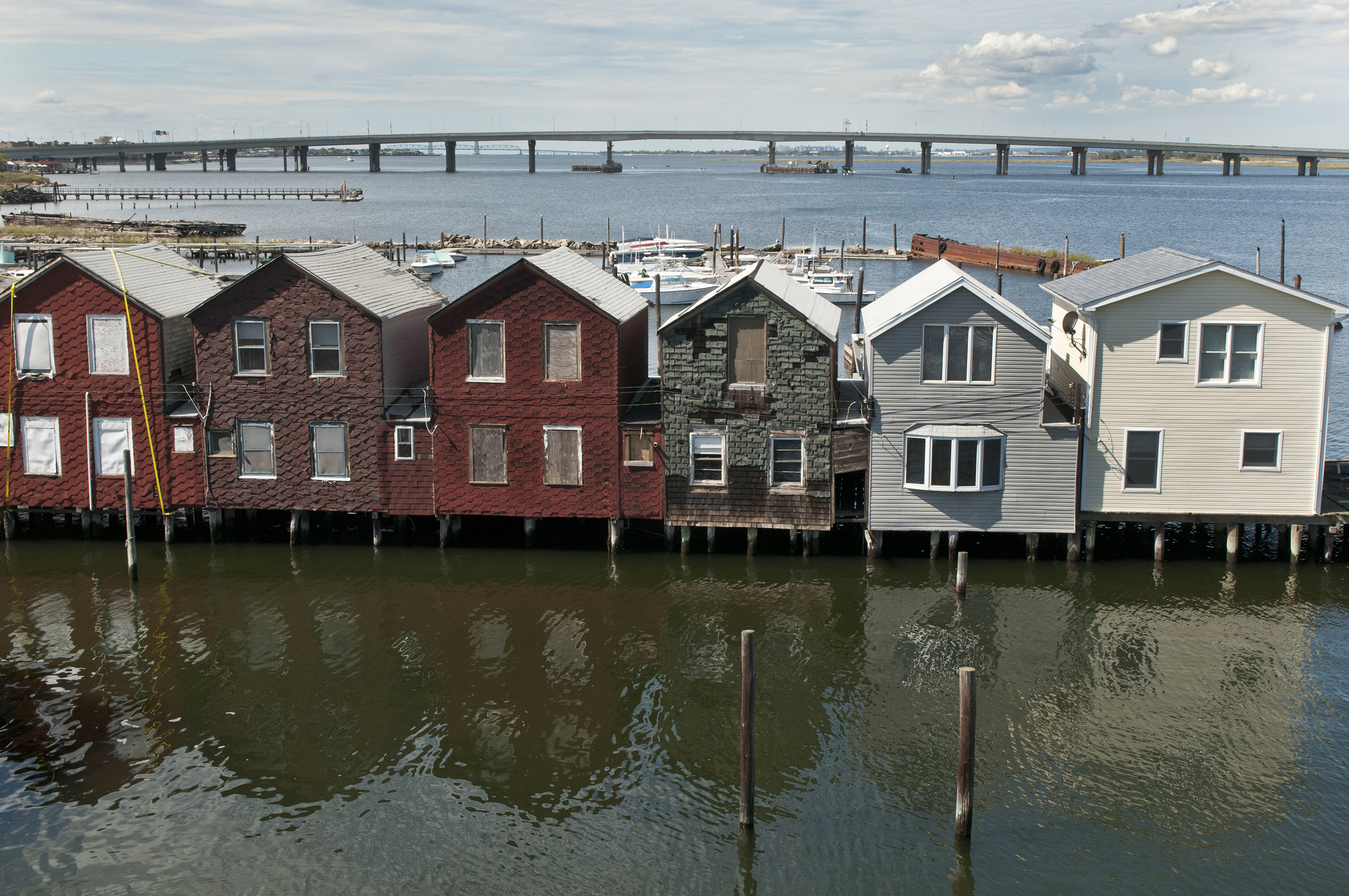
Littoral de la baie de Jamaica avec le Cross Bay Bridge en arrière plan.
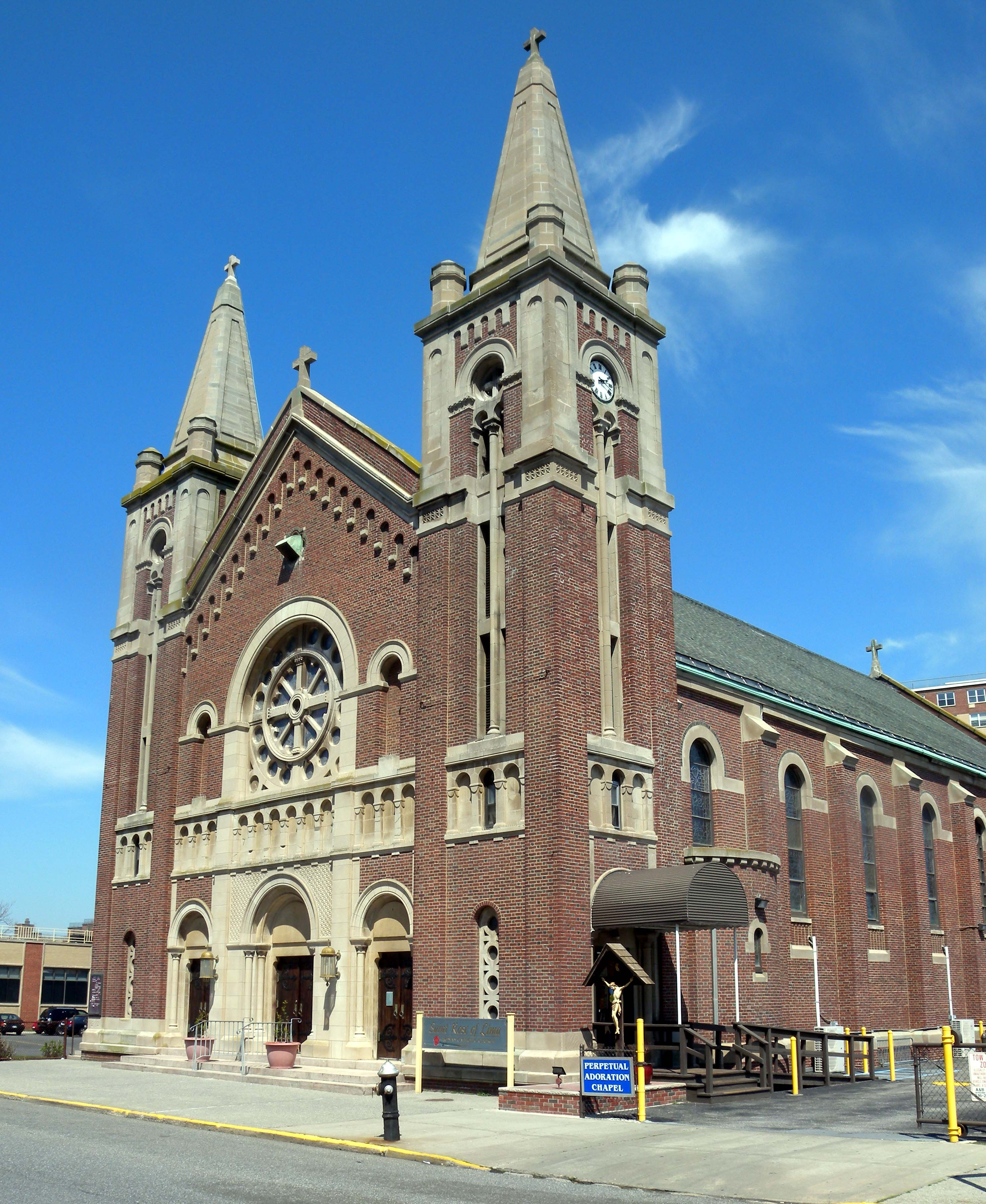
Église catholique Sainte-Rose-de-Lima à Hammels.
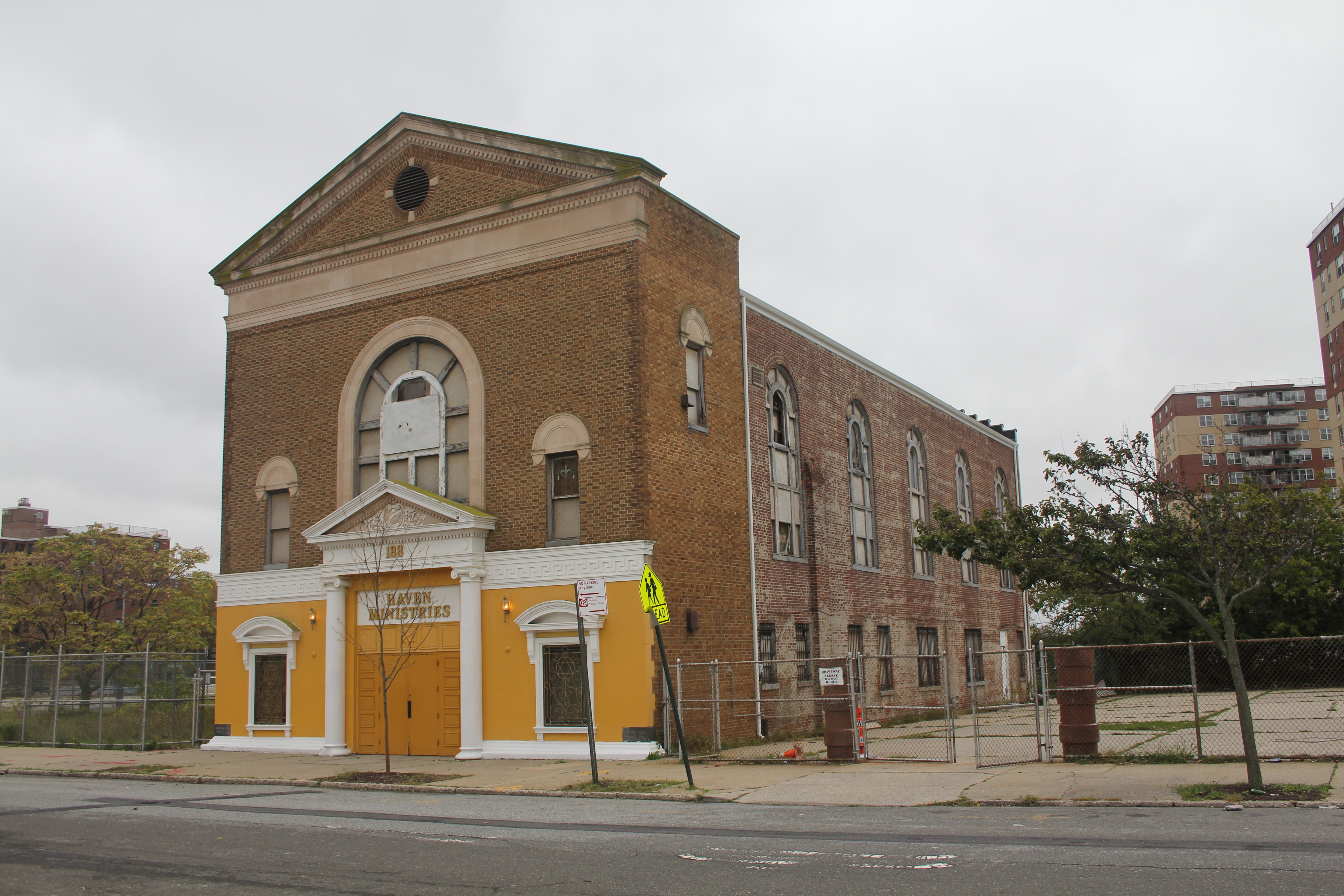
Ancienne synagogue.